# Frankengut (Bayreuth)
Frankengut ist ein Gemeindeteil der kreisfreien Stadt Bayreuth im bayerischen Regierungsbezirk Oberfranken. Frankengut liegt in der Gemarkung Bayreuth.

## Geografie
Der ehemalige Weiler lag in direkter Nachbarschaft zu Birken im Westen. Südlich des Ortes verlief die Bahnstrecke Bayreuth–Hollfeld.

## Geschichte
Gegen Ende des 18. Jahrhunderts bestand Frankengut aus einem Anwesen. Die Hochgerichtsbarkeit stand dem bayreuthischen Stadtvogteiamt Bayreuth zu. Die Grundherrschaft über das Gut hatte das Rittergut Birken.
Von 1797 bis 1810 unterstand der Ort dem Justiz- und Kammeramt Bayreuth. Mit dem Gemeindeedikt wurde Frankengut dem 1812 gebildeten Steuerdistrikt Oberkonnersreuth und der gleichzeitig gebildeten Ruralgemeinde Oberkonnersreuth zugewiesen.
Der Name des Bauernhofs (späterer „Großer Lautner“) ist auf die erste Besitzerin, Susanna Margarete Franckin, Witwe eines „Hofraths“, zurückzuführen. 1846 wurde dort ein zweiter Hof (Unteres Frankengut bzw. „Kleiner Lautner“) und 1906 ein dritter (Spitzbarthhof) errichtet. 
Am 1. April 1939 wurde Frankengut nach Bayreuth eingemeindet. Ab 1980 musste das Ensemble im Zuge des Baus der Universität dem Emil-Warburg-Weg und den anliegenden Studentenwohnheimen weichen.

### Einwohnerentwicklung
| Jahr      | 001819 | 001822 | 001861 | 001871 | 001885 | 001900 | 001925 | 001950 | 001961 | 001970 | 001987 |
| Einwohner | *      | 5      | 14     | 15     | 12     | 8      | 7      | 23     | 25     | 40     | †      |
| Häuser    |        | 1      |        |        | 1      | 1      | 1      | 4      | 4      |        | †      |
| Quelle    | [ 8 ]  | [ 9 ]  | [ 10 ] | [ 11 ] | [ 12 ] | [ 13 ] | [ 14 ] | [ 15 ] | [ 16 ] | [ 17 ] | [ 18 ] |

## Religion
Frankengut war evangelisch-lutherisch geprägt und war ursprünglich nach Heilig Dreifaltigkeit (Bayreuth) gepfarrt. Ab Mitte des 20. Jahrhunderts war die Pfarrei St. Johannis zuständig.